# Compliance (Film)
Compliance ist ein US-amerikanischer Thriller aus dem Jahr 2012 von Craig Zobel, der auch das Drehbuch schrieb. Der Film feierte seine Premiere auf dem Sundance Film Festival 2012.

## Handlung
Der Film erzählt die Geschichte eines Restaurants, das von einem falschen Polizeianruf in ein verstörendes Szenario gezogen wird. Die Restaurantmanagerin Sandra und ihre Stellvertreterin werden von einem Anrufer namens "Officer Daniels" kontaktiert, der behauptet, dass eine ihrer Mitarbeiterinnen, Becky, eine Kundin bestohlen habe. Ohne Verifizierung und auf Anweisung des Anrufers hin beschuldigt Sandra Becky und durchsucht sie körperlich.
Der Anrufer, der sich als Polizist ausgibt, manipuliert Sandra geschickt, indem er Autorität und Verantwortung für alle Anweisungen übernimmt. Die Situation eskaliert, als andere Mitarbeiter des Restaurants, darunter Sandras Verlobter und ein Hausmeister, den Anweisungen des Anrufers folgen und Becky ebenfalls durchsuchen und misshandeln.
Erst als die Polizei gerufen wird, wird klar, dass der Anrufer ein gewöhnlicher Verkäufer ist, der fiktive Anschuldigungen macht. Die Geschichte beleuchtet die schockierende Leichtigkeit, mit der Menschen unter dem Druck vermeintlicher Autoritäten handeln können, selbst wenn dies ethisch fragwürdige oder illegale Handlungen einschließt.
Die Konsequenzen sind gravierend: Sandra verliert ihren Job, während Becky rechtliche Schritte einleitet. Der Film thematisiert die Macht von Autorität, Manipulation und den Missbrauch von Machtverhältnissen in einer Gesellschaft, die oft blind auf vermeintliche Autoritäten vertraut, ohne diese kritisch zu hinterfragen.

## Hintergrund

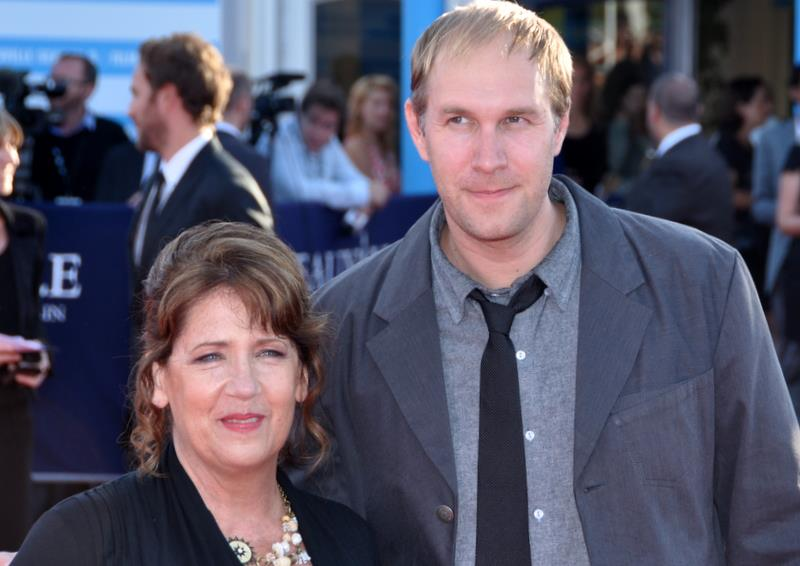
Ann Dowd und Regisseur Craig Zobel bei der Vorstellung des Filmes auf dem Festival des amerikanischen Films 2012 in Deauville

Der Film basiert auf einem Vorfall, der sich im April 2004 in einem McDonald’s Restaurant in Mount Washington im US-Bundesstaat Kentucky ereignete. Dort forderte ein Anrufer, der sich „Officer Scott“ nannte, die stellvertretende Restaurantmanagerin auf, eine junge Angestellte wegen des Vorwurfes des Diebstahls vollständig zu entkleiden und zu untersuchen. Zu einem späteren Zeitpunkt übernahm ihr Verlobter die Bewachung, wobei es dabei zu einem sexuellen Missbrauch der Angestellten kam. Der Film verweist im Abspann auf eine „wahre Begebenheit“, ohne jedoch die Ereignisse in Mount Washington zu nennen.
Die Vorgehensweise des Anrufers erinnert an das Milgram-Experiment, in dem durch die Kombination aus Lob, Drohung und der Erklärung, die Verantwortung vollständig zu übernehmen, die Bereitschaft steigt, ohne weiteres Nachfragen fragwürdige Handlungen an anderen Menschen vorzunehmen.

„Das psychlogische Fundament von Compliance basiert auf dem Prinzip der Verantwortungsdiffusion und dem Milgram[-]Experiment, zwei sehr funktionstüchtigen Arten Menschen zu extremen Handlungen zu bewegen. Und so bleibt es für Becky auch nicht dabei, dass sie ihrer Kleidung entledigt wird. Dies ist erst der Beginn des perversen Treibens, das für alle Beteiligten traumatisch enden wird.“

## Kritik
„[Craig Zobel] widersteht der Versuchung, den Zuschauer zum Voyeur zu machen, lässt lieber die Geschichte für sich sprechen. […] Zobel ging es offensichtlich nicht um die Aufklärung des Falles. Vielmehr will er auch hier die Geschichte nicht unnötig dramatisieren. Nachteil dieser Vorgehensweise ist, dass sich Compliance im Mittelteil ein wenig zieht. Wir wissen bereits, dass die Angelegenheit ein (schlechter) Witz ist und warten darauf, dass etwas Neues passiert, die Handlung irgendwie vorankommt. Und das kann an den Nerven ziehen.
In der Zwischenzeit bleibt einem gar nichts anderes übrig, als sich zu fragen, wie man selbst reagiert hätte. Wie weit man gegangen wäre. Die Menschen müssen einfach sehr sehr dumm gewesen sein, erklären wir uns das Unvorstellbare. [...] Auch dort zeigte sich, dass der Mensch unter besonderen Umständen Dinge tut, oft grausame, von denen wir nicht dachten, dass er zu ihnen fähig sei. Und von denen wir überzeugt sind, dass wir sie selbst nie tun würden. Überzeugt sein wollen. Vielleicht ist das der Grund, weshalb Compliance einem so nahe geht und eben viel Wut auslöst: Er führt uns vor Augen, dass es überhaupt keine besonderen Umstände braucht. Manchmal reicht ein einfacher Anruf.“

„Compliance ist eines der anstrengendsten, weil best funktionierendsten Psychodramas der letzten Jahre. Der Film ist, so viel kann man definitiv sagen, ein stark polarisierendes Werk. Nicht alle Zuschauer werden ihn bis zum Ende sehen können oder wollen. Für die, die es tun, wird es keinesfalls ein angenehmer Zeitvertreib sein. Der Film tut weh, man möchte nicht hinsehen und sollte es doch, denn die Frage des Gehorsams, die hier auf einer kleineren Ebene verhandelt wird, ist eine, die sich auch im Alltag sehr oft stellt. Die gleichen Mechanismen, die hier im Hinterzimmer eines Burgerladens durchgespielt werden, sind es auch, die in diktatorischen Regimen zum Tragen kommen. Daher ist Compliance nicht nur ein kleiner, schrecklicher Film. Seinen Horror bezieht er aus dem Umstand, dass jeder Zuschauer diese Mechanismen schon einmal erfahren hat und in keinem Fall glasklar sagen könnte, dass er oder sie in solch einer Situation anders handeln würden. 
Es ist der Horror der Berechenbarkeit, das Wissen darum, wie manipulierbar wir alle sind, der diesem Film so viel Tiefgang gibt. Dieser Tatsache ins Auge zu sehen und sich dabei die Abgründe anzuschauen, ist hart – es in diesem Film zu versuchen aber lohnenswert.“

„Compliance hingegen veranschaulicht zwar das psychologische Problem der Autoritätshörigkeit sehr gekonnt, schafft es aber nicht, dem Zuschauer die eigenen destruktiven Dränge aufzuzeigen.
Hanekes Zeigefinger ist auf die schuldig gewordenen Figuren und das darin gespiegelte Publikum gerichtet. Bei Craig Zobel fehlt diese Dopplung der Inkriminierung. Compliance stellt seine Figuren an den Pranger, lässt dem Zuschauer aber seine selbstgerechten Trugbilder.“

„Schade ist nur, dass Regisseur Craig Zobel diese unbequeme Kammerspiel-Intensität zu früh durch Zwischenschnitte auf den sich als Allerweltstypen entpuppenden Telefonstreich-Täter aufbricht.
Fazit: Fassungslos machendes Lehrstück über Mitläufertum.“

## Auszeichnungen (Auswahl)
Ann Dowd wurde 2012 mit dem National Board of Review Award als Beste Nebendarstellerin ausgezeichnet.